# 영광 묘장영당
영광 묘장영당(靈光 畝長影堂)은 대한민국 전라남도 영광군 묘량면 운당리에 있는 영당이다. 2004년 2월 13일 전라남도의 문화재자료 제249호로 지정되었다.

## 개요
영광 묘장영당은 1616(광해군 8)년에 조선조 개국공신인 이천우의 영정을 봉안하였는데, 이천우는 전라도의 왜구토벌에 공을 세웠고 그 후손이 담양에서 영광으로 이거하면서 향내 유림들과 함께 영당을 건립한 것이다.
조선후기 훼철 이후 강당은 서당으로 기능했으며 1928년에 발의하여 1934년에 신실을 중건하였는데, 건물 배치에 있어 중심축을 설정, 짜임새 있는 건축 모습을 보여주고 있으며, 각 건물의 구조도 무리없이 안정된 형태를 취하고 있고, 중건 이후의 보존관리 및 상태도 양호하며, 관련 자료도 보존되어 오고 있다.
이곳은 처음 창건시에 영당(影堂, 이천우 영당)이라는 이름으로 전주이씨 양도공 이천우(襄度公 李天祐, 1354~1417)를 독향해 오다가 차례로 제공(諸公)을 추배 하면서 묘장영당, 영당사 또는 묘장서원이라 하여 8위를 배향하였다가, 다시 3위를 철향하여 현재는 전주이씨 명현 5위를 배향하고 있다.
이 영당의 창건은 태종(1400~1418 재위)이 하사한 영정(影幀)에서 그 유서가 마련된다. 이천우는 태조 이성계의 형인 이원계의 둘째 아들로 태어나 여말선초(麗末鮮初)의 격동기에 이성계의 휘하에 들어가 황산대첩 등 수 차례의 왜구 토벌과 조선의 개국에 공을 세웠을 뿐만 아니라 태종을 도와 제1차 왕자의 난(1938년)과 제2차 왕자의 난(1400년) 그리고 즉위에 이르기까지 많은 공헌을 하여 각각 정사공신(定社功臣)과 좌명공신(佐命功臣)에 훈록되었다.
1416년(태종 16) 공의 퇴직시에 그 공적을 치하하기 위해서 화공으로 하여금 양도공의 화상(畵像)과 이응도(二鷹圖)를 하사하였다.
이후 이 영정은 영당이 건립되지 못하여 후손들에 의하여 가전(家傳) 되다가 성종(成宗, 1470~1494 재위) 연간에 이천우의 증손인 부사맹 이효상(副司猛 李孝常)이 담양(潭陽)에서 세거하다가 영광(묘량면 영양리 당산마을)으로 이주정착하여 부조묘(不眺廟)를 건립하고 영정과 함께 공의 유품(포총교지, 이응도, 공신회맹축 등)을 보존하였다고 전한다.
이후 1616년(광해군 8) 향내 유림과 합모하여 현 소재지에 영당(影堂)을 세우하고, 영정을 이안(移安)하여 배향하게 된다.

## 참고 자료
- 영광 묘장영당 - 국가유산청 국가유산포털